# Figarola
Figarola je nenaseljeni otočić uz zapadnu obalu Istre, oko 1.5 km sjeverozapadno od Rovinja. Uz njega, oko 80 metara jugozapadno, je i manji otok Figarolica.
Površina otoka je 28.522 m2, duljina obalne crte 751 m, a visina 14 metara.
U Državnom programu zaštite i korištenja malih, povremeno nastanjenih i nenastanjenih otoka i okolnog mora Ministarstva regionalnoga razvoja i fondova Europske unije, svrstan je pod "male otočiće". Pripada Gradu Rovinju.

## Vanjske poveznice
|  | Zajednički poslužitelj ima još gradiva o temi Figarola |